# Matmatah
I Matmatah sono un gruppo rock francese. La band ha preso nome dal villaggio Matmata, in cui Stan had ha vissuto durante l'infanzia.

## Componenti
- Tristan Nihouarn (Stan) - voce, chitarra, tastiere
- Cédric Floc'h (Sammy) - voce, chitarra
- Eric Digaire (Eric) - basso, voce, tastiere
- Jean-François Ribald (Fañch) - batteria, percussioni

### Ex componenti
- Benoit Fournier - batteria, percussioni

## Discografia

### Album in studio
- La Ouache (1998)
- Rebelote (2001)
- Archie Kramer (2004)
- La Cerise (2007)

### Album live
- Lust For A Live (2002)

### EP
- Concert
- ...And Times Goes Friendly (2006)